# قالب السكر
قالَب السكر أو رأس السكر أو الأُبلوج أو قُمع السكر (جمع: أقماع) هو أحد الأشكال التي يُصنع السكر عليها، وهو مجسم مخروطي من السكر الصلب. صُنعت قوالب السكر أول مرة على الأرجح ببلاد فارس ما بين القرنين الرابع والسابع الميلادي وذلك لتسهيل عملية نقل مادة السكر. تُنتج قوالب السكر حاليًا في المغرب إنتاجًا كبيرًا.
تتجاوز علاقة المغاربة بالسكر حدود مطبخ العائلة ومائدة الأكل والشرب ليصير عنوانا يكرس اللحمة الاجتماعية المتأصلة في أعماق التاريخ، خاصة حين يتعلق الأمر بـ«سكر القالب»، الذي يتفرد به المغرب، والذي يرتبط استهلاكه بلحظات هامّة في حياة كل مغربي، إذ يتم إهداؤه في كل المناسبات الاجتماعية، سواء كانت سعيدة أو حزينة، يتقاسم خلالها المغاربة حلاوته كعربون محبة وتضامن، حتى إنهم يختصرون القيمة التي يحتلها لديهم، بقولهم إنه «المساند الرسمي للمواطن المغربي في كل المناسبات».

## التاريخ
تعود صناعة السكر إلى ما قبل الميلاد في كل من السند والخليج، ومع مرور الوقت طور الفرس هذه الصناعة لتظهر مادة السكر على شكل قوالب مخروطية وذلك مابين القرنين الرابع والسابع الميلادي.
ومع الفتوحات الإسلامية أخد العرب من الفرس هذه الصناعة لتظهر في الشام ومصر والأندلس. في القرن التاسع أشار المؤرخ الزبير بن بكار إلى قوالب السكر في كتابة الأخبار الموفقيات.

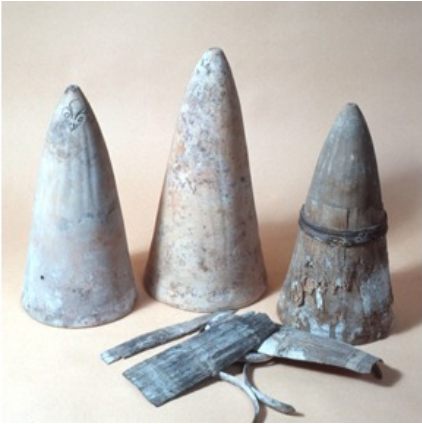
بقايا أثرية

### الظهور في أوروبا
خلال العصر الأموي أضحت صناعة السكر مصدر مهم للدخل. مع الفتوحات الإسلامية نقلت صناعة السكر إلى الأندلس وجزر البحر الأبيض المتوسط كمالطة وقبرص وكريت وصقلية. ولكن الأنتشار الواسع سيكون مع بداية الحملات الصليبية حيت ستقوم مملكة القدس مستعينتا بالسكان المحليين من العرب بصناعة قوالب السكر وتصديرها إلى باقي أوروبا.

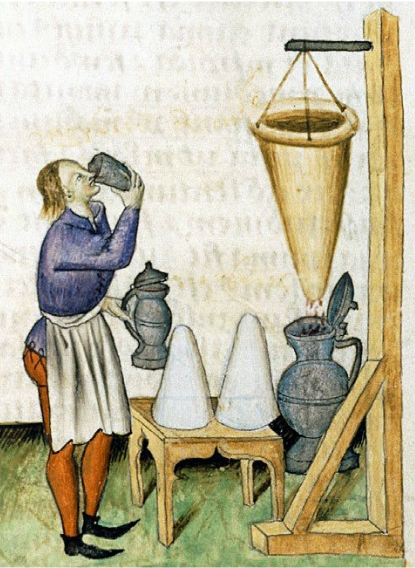
صناعة الإفرنجة لقوالب السكر بفلسطين، حيت تُصب خلاصة قصب السكر في قوالب مخروطية الشئ الذي يمنح السكر هذا الشكل المميز

مع الوقت ظهرت صناعة قوالب السكر في إيطاليا سنة 1470 وفي بلجيكا سنة 1508 وفي إنجلترا سنة 1544 وهولندا سنة 1566 وألمانيا سنة 1573 وفرنسا سنة 1613.

### الإنتاج الحالي
رغم اختفاء قوالب السكر في معظم بقاع العالم وتعويضها بالسكرعلى شكل قطع إلا أنه لا زالت هذه الصناعة موجودة لكنها محدودة بألمانيا، لاستعمال القوالب في بعض الأطباق التقليدية وبشكل واسع بالمغرب من قبل شركة كوسومار حيث تُوزع قوالب السكر على معظم المتاجر الكبرى والدكاكين بالمملكة.

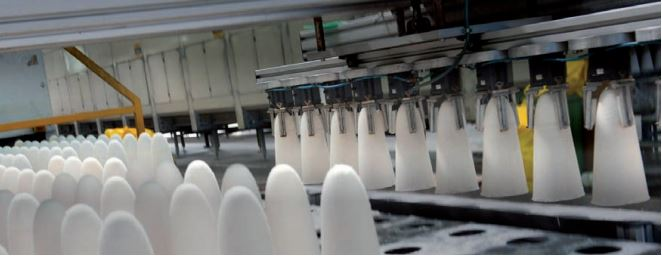
صناعة قوالب السكر بمصنع كوسومار